# Саламандра чотирипала
Саламандра чотирипала (Hemidactylium scutatum) — єдиний вид земноводних роду Hemidactylium родини Безлегеневі саламандри.

## Опис
Загальна довжина сягає 7,5 см. Голова невелика (у самців вона майже квадратна й дещо подовжена, у самиць — коротка й округла), морда коротка. Тулуб та кінцівки витягнуті. На кінцівках по 4 пальці. Звідси й назва цієї саламандри. Хвіст середнього розміру, поступово звужується. Забарвлення спини коливається від помаранчево-коричневого до червоно-бурого кольору, боки сіруваті. Черево біле.

## Спосіб життя
Полюбляє сфагнові болота серед лісів. Здатна відкидати хвоста подібно до ящірок. Активна у присмерку та вночі. Живиться членистоногими та комахами.
Статева зрілість настає у 3 роки. Парування відбувається протягом усього літа, але тільки наступної весни самиця відкладає близько 30 яєць у поглиблення ґрунту або під мох, прикриваючи яйця своїм тілом. Розвиток яєць продовжується 38—60 днів, личинки з'являються близько 12 мм завдовжки. Подальший розвиток личинок відбувається у воді боліт між купинами, куди вони активно переповзають. У личинок є зовнішні зябра, хвіст облямований шкірястою складкою. Через 6 тижнів перебування у воді вони закінчують метаморфоз, маючи довжину 18—25 мм.

## Розповсюдження
Поширена від провінцій Онтаріо й від Нова Шотландія (Канада) до Алабами й Джорджії на півдні й Арканзасу і Міссурі на заході (США).